# Santiago Talledo
Santiago Talledo (Buenos Aires, 15 de junio de 1989) es un actor, director, guionista y presentador argentino. Se dio a conocer por su papel de Guido Leinez en la telenovela infanto-juvenil Patito feo (2007-2008) y después apareció en otras producciones juveniles como Sueña conmigo (2010-2011), Chica vampiro (2013) y Heidi, bienvenida a casa (2017).

## Biografía
Santiago Talledo nació el 15 de junio de 1989 en Buenos Aires. Desde una edad temprana, Talledo demostró interés por la actuación y la comedia musical. Comenzó su formación artística en el año 2001, tomando clases de teatro con Ricardo Arauz y lecciones de canto con Marcela Paoli. Tiempo después, continuó su formación con Adriana Fonzi en vocalización y con Mónica Bruni en actuación.

## Carrera
Talledo debutó como actor en la telenovela infanto-juvenil Patito feo (2007-2008), donde asumió el papel de Guido Leinez. La serie resultó ser un fenómeno de audiencia, que impulsó las carreras de la mayoría del elenco juvenil, llevándolos a grabar una segunda temporada, publicar álbumes de estudio y realizar giras internacionales. Su siguiente papel fue en la telenovela musical juvenil Sueña conmigo (2010-2011) de Nickelodeon, en la cual interpretó a Gonzalo. En 2011, Talledo participó en un episodio de la serie antológica Historias de la primera vez interpretando el papel de Gabriel.
Luego, Talledo se trasladó a Colombia para protagonizar junto a Greeicy la serie de comedia adolescente Chica vampiro (2013), donde personificó a Max de la Torre, un humano que se enamora de una vampira. Ese año, debutó como director de teatro con la obra Sexo oral protagonizada por Andrés Gil. Después de este trabajo, Talledo decidió abandonar temporalmente la actuación y se dedicó a la dirección de videos musicales para varios artistas, entre ellos David Bisbal y Tini. A partir de esto, en 2015, fundó junto a Santiago Ramundo y Diego Vago la productora Crea Contenidos dedicada al desarrollo de proyectos audiovisuales. Ese mismo año, Talledo retomó su carrera como actor, debutando en el cine con el largometraje Operación México, un pacto de amor dirigida por Leonardo Bechini, en donde asumió el rol del «Papi».
En 2017, Talledo formó parte del elenco de la serie infantil Heidi, bienvenida a casa de Nickelodeon y realizó una participación en la serie web Soy Ander de UN3. Después, apareció en las primeras dos temporadas de la serie de comedia dramática Millennials (2018-2019) de Net TV, en la cual interpretó a Facundo Ventura, un joven experto en informática que lleva una doble vida. En 2020, Talledo jugó el papel de Fausto en la serie web Adentro estrenada en YouTube y Flow, y producida por Crea Contenidos. Seguidamente, apareció en dos episodios de la serie web Punto de quiebre (2021) de UN3 y protagonizó la serie de suspenso En red (2022) de Cont.ar, donde interpretó a Lucas, un youtber amenazado de muerte.
Posteriormente, escribió y dirigió la obra teatral Cualquier cosa te llamamos estelarizado por Romina Giardina. Luego, Talledo apareció en la serie de comedia Porno y helado (2022) de Prime Video, encarando el rol de Segundo. Ese mismo año, Talledo se incorporó al equipo de Luzu TV para conducir el programa Fresco y batata junto a Romina Giardina. A comienzos del 2023, se sumó a la segunda temporada de la telenovela de época Argentina, tierra de amor y venganza emitida por El trece, en la cual interpretó a Marcos Soria, un abogado homosexual. Poco después, Talledo se sumó al programa Nadie dice nada de Luzu TV como uno de los conductores del equipo. Asimismo, escribió junto a Diego Vago la obra teatral de comedia El hostel de los millones.
En 2024, Talledo estrenó el podcast Cero miligramos dedicado a la concientización de los trastornos mentales y su trabajo fue declarado de interés para la comunicación social por la Legislatura de la Ciudad Autónoma de Buenos Aires. Ese año, escribió y dirigió el espectáculo de humor Sí quiero protagonizado por Lizy Tagliani, que se presentó en el teatro Premier y el teatro Bar.

## Filmografía

### Cine
| Año  | Título                             | Papel  | Notas        |
| ---- | ---------------------------------- | ------ | ------------ |
| 2014 | Una tarde                          | Manuel | Cortometraje |
| 2015 | Operación México, un pacto de amor | Papi   |              |

### Televisión
| Año       | Título                               | Papel           | Notas                                   |
| --------- | ------------------------------------ | --------------- | --------------------------------------- |
| 2007-2008 | Patito feo                           | Guido Leinez    |                                         |
| 2010-2011 | Sueña conmigo                        | Gonzalo         |                                         |
| 2011      | Historias de la primera vez          | Gabriel         | Episodio: «La primera vez que desperté» |
| 2013      | Chica vampiro                        | Max de la Torre |                                         |
| 2017-2019 | Heidi, bienvenida a casa             | Clemente / Rex  |                                         |
| 2018-2019 | Millennials                          | Facundo Ventura |                                         |
| 2022-2024 | Porno y helado                       | Segundo         |                                         |
| 2023      | Argentina, tierra de amor y venganza | Marcos Soria    |                                         |
| 2025      | La Voz Argentina                     | Host Digital    | Junto a Sofía Martínez                  |

### Web
| Año           | Título           | Papel       | Notas                              |
| ------------- | ---------------- | ----------- | ---------------------------------- |
| 2017          | Soy Ander        | Romeo Faier |                                    |
| 2020          | Adentro          | Fausto      | También como director              |
| 2021          | Punto de quiebre | Andrés      | Episodios: «Testigo», «La sardina» |
| 2022          | En red           | Lucas       |                                    |
| 2022          | Fresco y batata  | Conductor   |                                    |
| 2023-presente | Nadie dice nada  | Conductor   |                                    |

## Premios y nominaciones
| Año  | Organización                  | Categoría                      | Trabajo         | Resultado | Ref(s) |
| ---- | ----------------------------- | ------------------------------ | --------------- | --------- | ------ |
| 2014 | Kids' Choice Awards Colombia  | Actor favorito                 | Chica vampiro   | Nominado  | [ 27 ] |
| 2014 | Kids' Choice Awards México    | Actor favorito                 | Chica vampiro   | Nominado  | [ 28 ] |
| 2024 | Premios Martín Fierro Digital | El más interactivo             | Él mismo        | Nominado  | [ 29 ] |
| 2024 | Premios Ídolo                 | Podcast                        | Cero miligramos | Ganador   | [ 30 ] |
| 2025 | Premios Carlos                | Mejor dirección de espectáculo | Sí quiero       | Nominado  | [ 31 ] |